# Daihatsu Sirion
Daihatsu Sirion — п'ятидверний хетчбек, який вперше був представлений японською компанією Daihatsu в 1998 році. 

## Опис
За потужність Sirion відповідають три силових агрегати. Перше покоління автомобіля, яке виготовлялось з 1998 по 2004 рік, мало 1.0-літровий 3-циліндровий двигун на 69 к.с. з 40 кВт потужності при 5200 об/хв та 88 Нм при 3600 об/хв. До відмітки у 96.5 км/год автомобіль з таким двигуном розганяється за 13.6 с. Якщо говорити про його економічність, то вона сягає приблизно 4.13 л/100 км. Наступним у переліку є 1.3-літровий 4-циліндровий двигун на 87 к.с. з 75 кВт потужності при 7500 об/хв та 120 Нм при 4400 об/хв. Автомобіль, оснащений таким двигуном, відмітки у 96.5 км/год досягає за 11.4 с. Витрата пального складає 5.8 л/100 км. Останнім з'явився 1.5-літровий двигун з 103 к.с. потужності. Саме він вважається найпродуктивнішим у всій лінійці. Відмітки у 96.5 км/год він досягає за 10.5 с. Повертає такий двигун до 5.11 л/100 км. Хетчбек може бути оснащений як 5-ступінчастою МКПП, так і 4-ступінчастою АКПП. 

## Безпека
У 2005 році Daihatsu Sirion пройшов тест Euro NCAP:
| Дорослий | Дитина | Пішохід |
| -------- | ------ | ------- |
| 4        | 3      | 2       |

## Огляд моделі

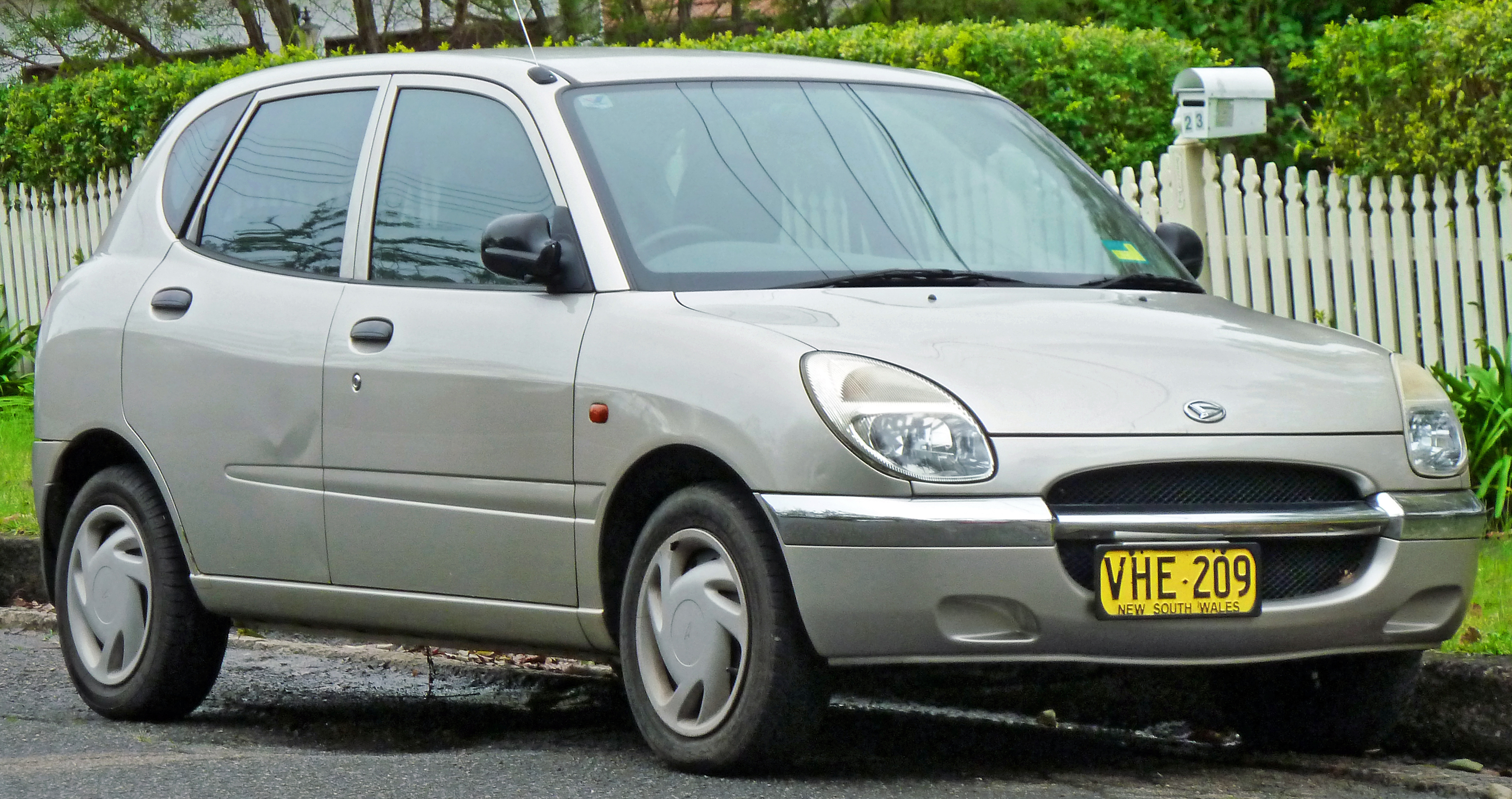
Перше покоління (M100): 1998–2004
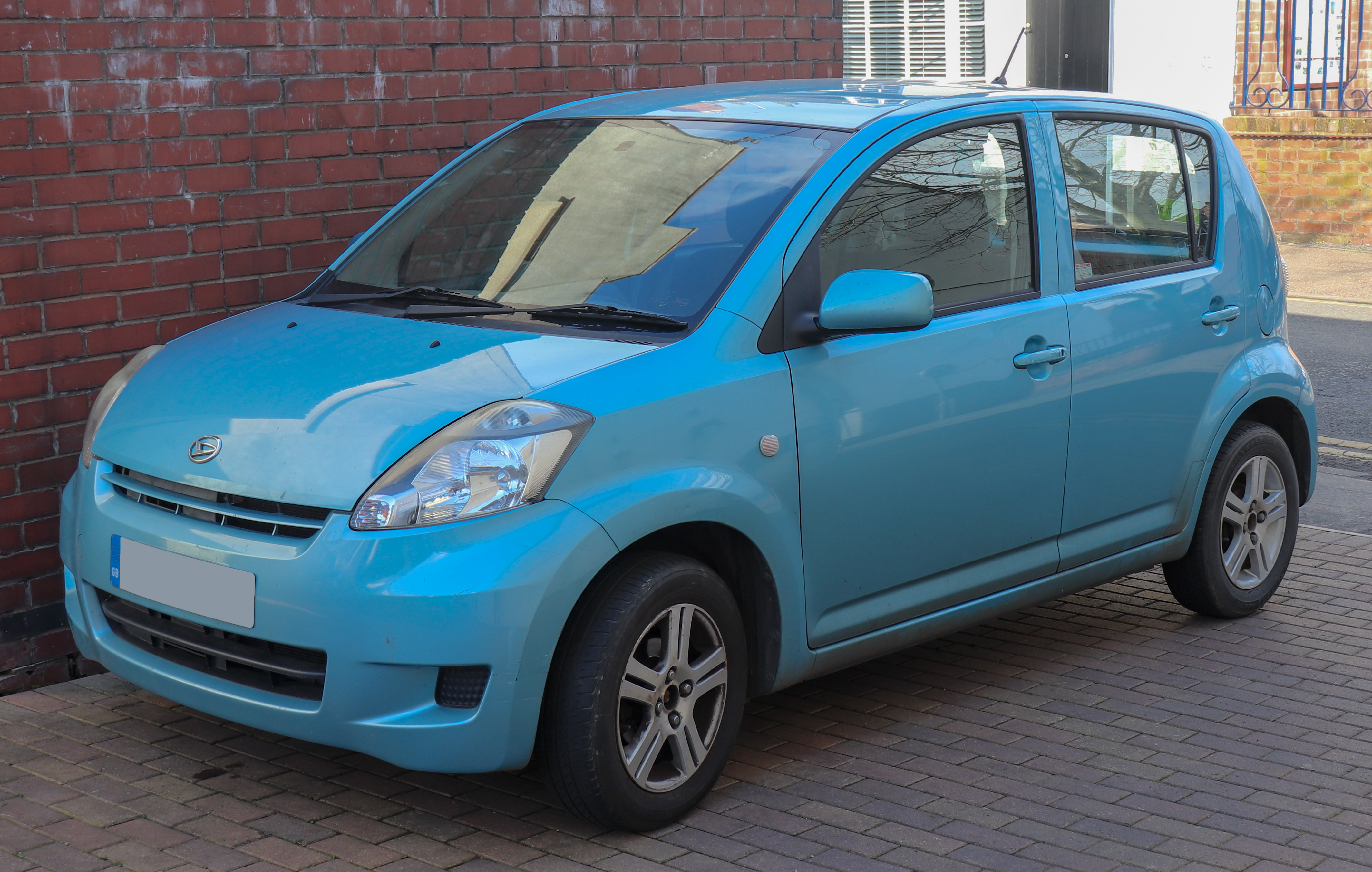
Друге покоління  (M300, Світ): 2004–2015
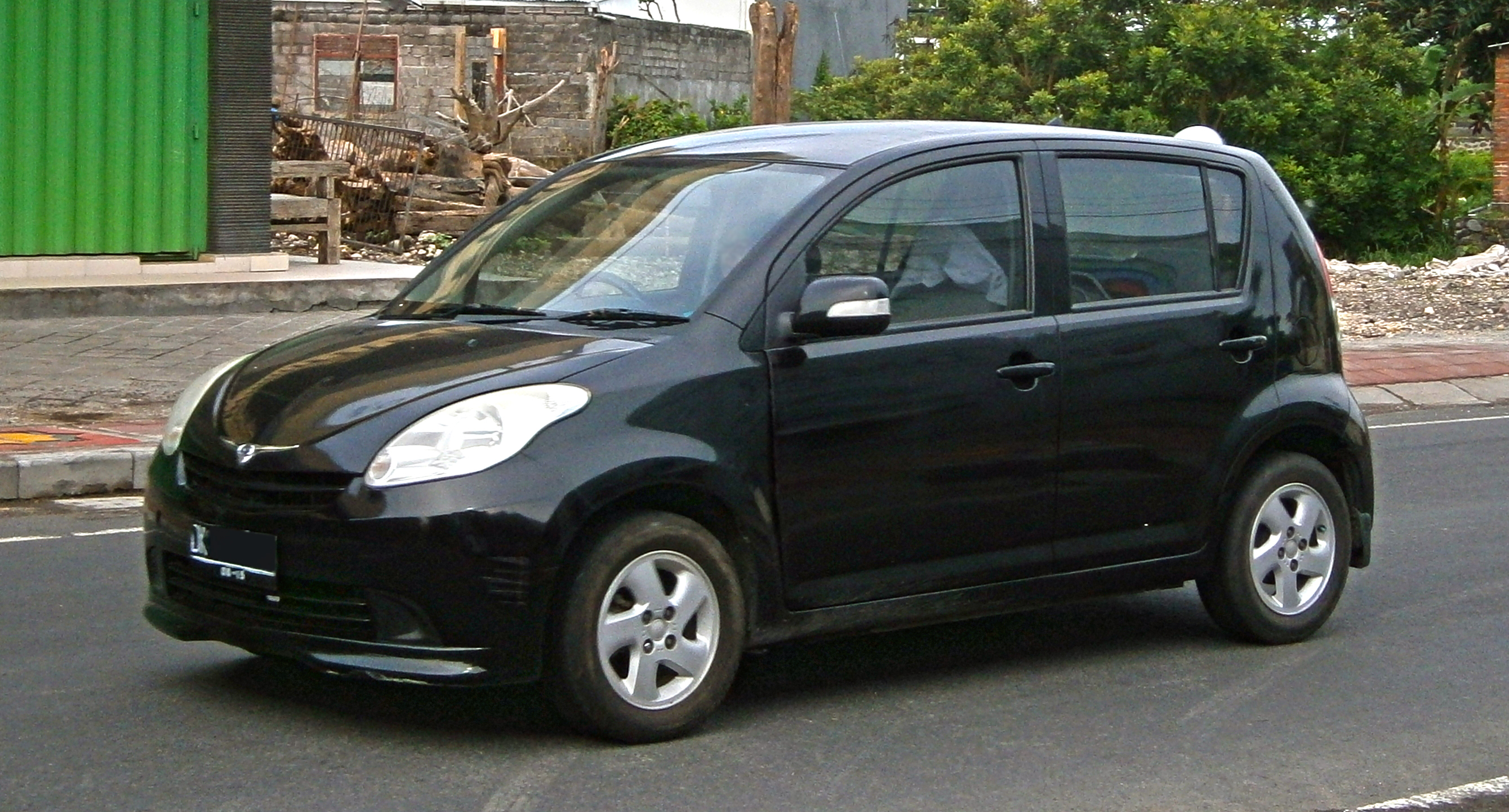
Друге покоління (M300, Індонезія): 2007–2011
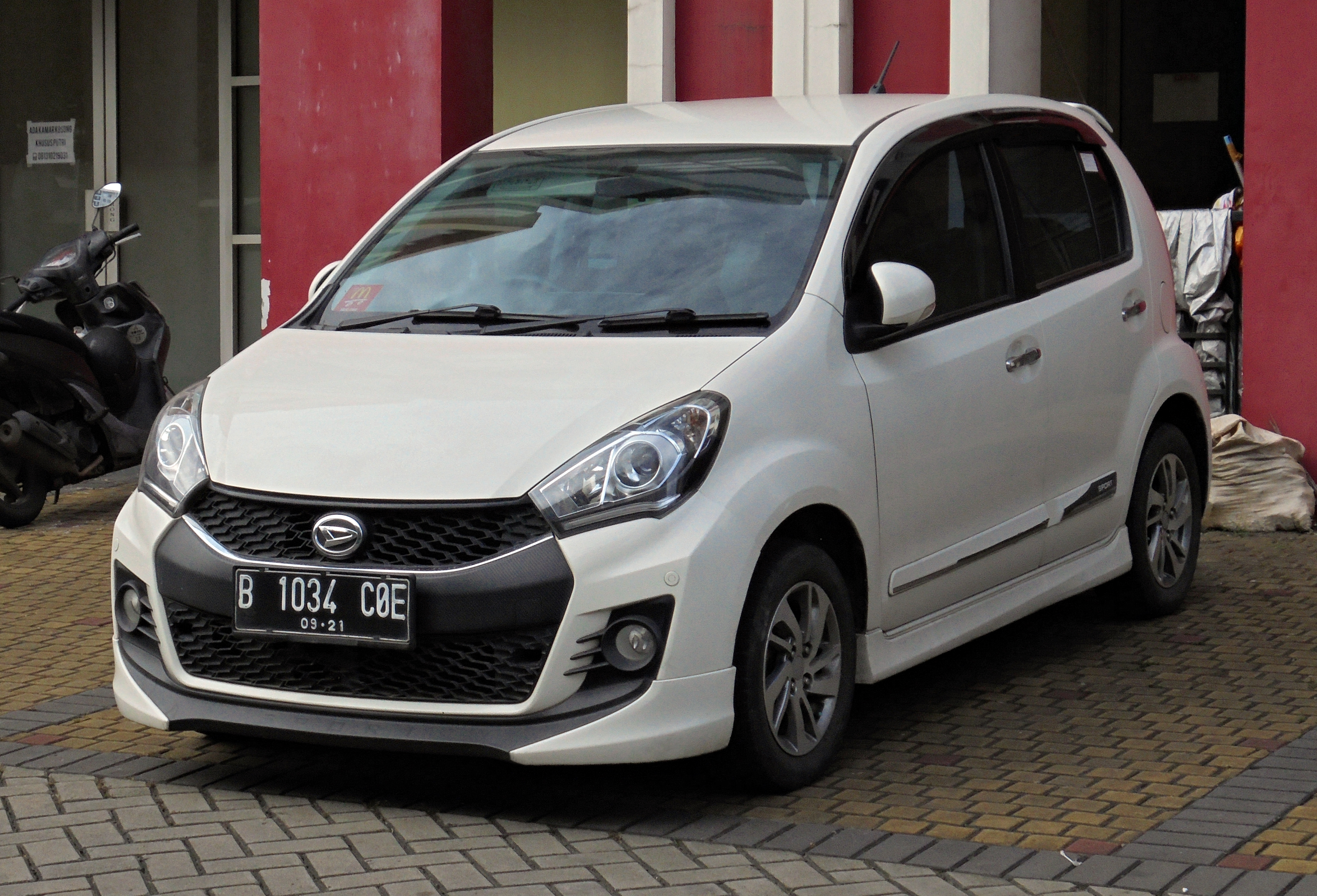
Третє покоління (M600, Індонезія): 2011–2018
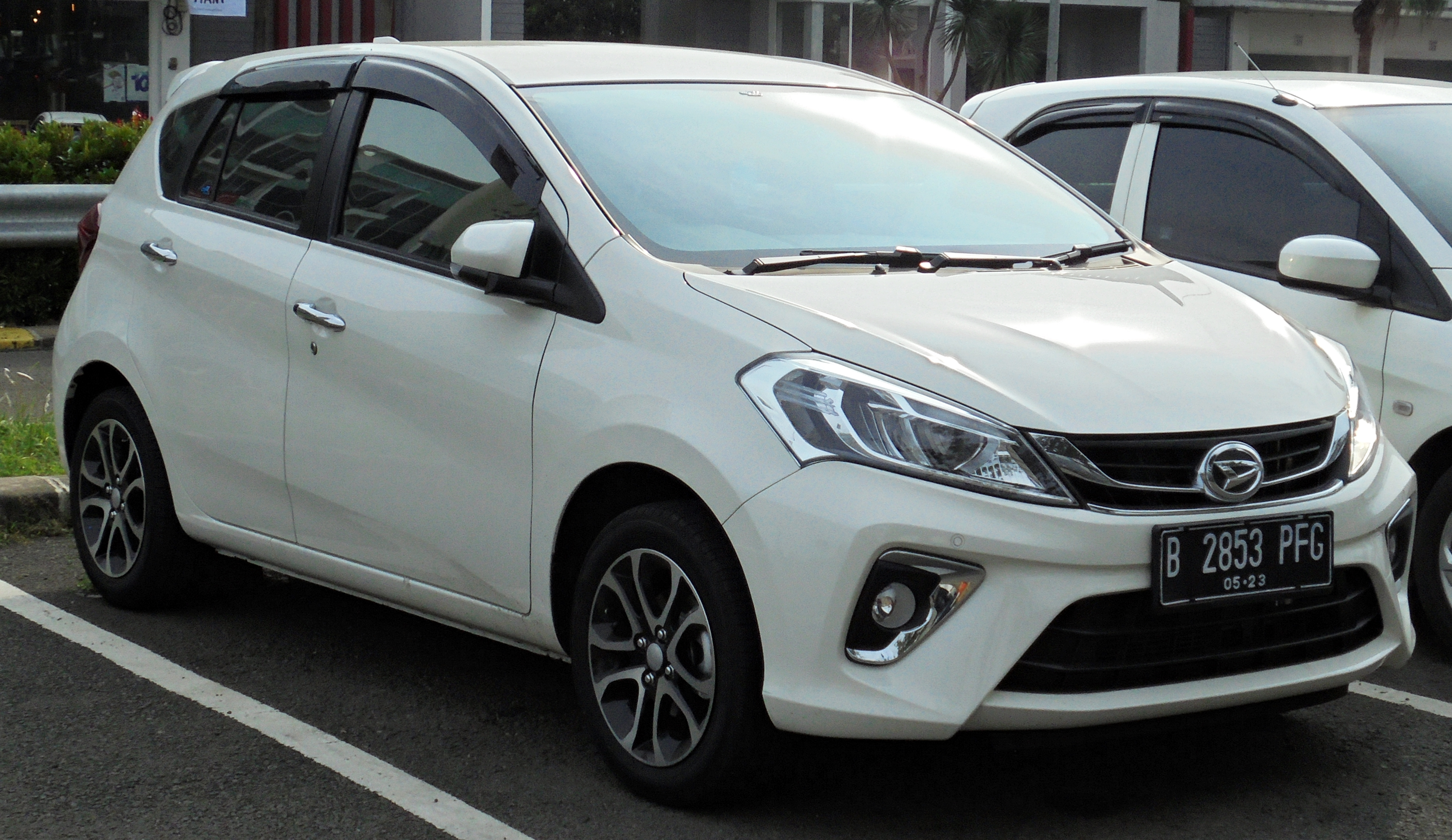
Четверте покоління (M800, Індонезія): 2018–наш час